# Fuciliere (1937)
«Фучільере» (італ. Fuciliere) — військовий корабель, ескадрений міноносець типу «Сольдаті» Королівських ВМС Італії за часів Другої світової війни та радянського ВМФ у післявоєнний час.

## Історія
«Фучільере» був закладений 2 травня 1937 року на верфі компанії Cantieri Navali del Tirreno e Riuniti в Анконі. 10 січня 1939 року увійшов до складу Королівських ВМС Італії.
Корабель брав активну участь у битвах Другої світової війни на Середземноморському театрі дій, бився в боях біля Криту, Тунісу, супроводжував власні та переслідував ворожі конвої транспортних суден. 9 вересня 1943 після загибелі лінійного корабля «Рома», брав участь у рятувальній операції, після чого перейшов до Балеарських островів, де здався союзникам.
1 лютого 1950 через репарації по результатах Другої світової війни був прийнятий в Одесі радянським екіпажем від італійців і після випробувань та певної підготовки 13 березня 1950 увійшов до складу радянського Чорноморського флоту, як есмінець «Легкий» (борт. № 69). 30 листопада 1954 року виведений з бойового складу флоту, роззброєний та перекваліфікований на корабель-мішень, а 21 січня 1960 року виключений зі списків суден ВМФ у зв'язку з передачею до Відділу фондового майна, де його почали розбраковувати на брухт, 12 лютого 1960 року списаний.